# Zaragoza kommun, San Luis Potosí
Zaragoza är en kommun i Mexiko.   Den ligger i delstaten San Luis Potosí, i den centrala delen av landet, 300 km nordväst om huvudstaden Mexico City.
Följande samhällen finns i Zaragoza:
- Zaragoza
- Cerro Gordo
- La Esperanza
- Xoconoxtle
- La Parada del Zarcido
- Ranchito de los Rivera
- Parada de los Martínez
- Jamay
- La Estancia
- Los Pilares
- Arroyo Hondo
- Coahulla
- Kilómetro 58
- Arreates
- Emiliano Zapata
- Pilar de Guadalupe
- Colonia el Pedregal
- Longoria
- Estanco del Carmen
- Rincón de Santa Eduwiges
- Derramadero